# Svetlana Ivanovna Gerasimenko
Svetlana Ivanovna Gerasimenko (in russo Светла́на Ива́новна Герасиме́нко?, in ucraino Світлана Іванівна Герасименко?, Svitlana Ivanivna Herasymenko; Baryšivka, 23 febbraio 1945 – 8 aprile 2025) è stata un'astronoma sovietica, dal 1991 tagika, di origini ucraine.

## Biografia
Studentessa dal 1963 all'Università Nazionale Taras Ševčenko di Kiev, ottenne la laurea nel 1968.
Nel 1969 partecipò a una missione con alcuni colleghi, tra i quali Klym Ivanovyč Čurjumov, presso l'Istituto di Astrofisica Fesenkov ad Alma-Ata dove, l'11 settembre, riprese immagini fotografiche della cometa 32P/Comas Solá. Tornati al loro istituto, il 22 ottobre Čurjumov si accorse che su una delle lastre l'oggetto fotografato da Gerasimenko non poteva essere la cometa 32P poiché questa si trovava a oltre 2° rispetto allo scatto. Riesaminata la lastra e individuata la cometa 32P in un oggetto meno apparente sulla stessa, supposero che l'oggetto prima erroneamente ritenuto essere la cometa 32P, fosse qualcosa di non ancora noto. Verificate le altre lastre ottenute nella missione, l'oggetto venne individuato in altre tre riprese che coprivano un arco temporale tra il 9 e il 21 settembre, fornendo così elementi sufficienti per annunciare la scoperta di una nuova cometa che sarebbe poi stata denominata 67P/Churyumov-Gerasimenko.
Nel 1973, su invito dell'ente medesimo, si trasferì all'Istituto di Astrofisica del Tagikistan a Dušanbe..
Le è stato dedicato l'asteroide 3945 Gerasimenko.